# 高齊街

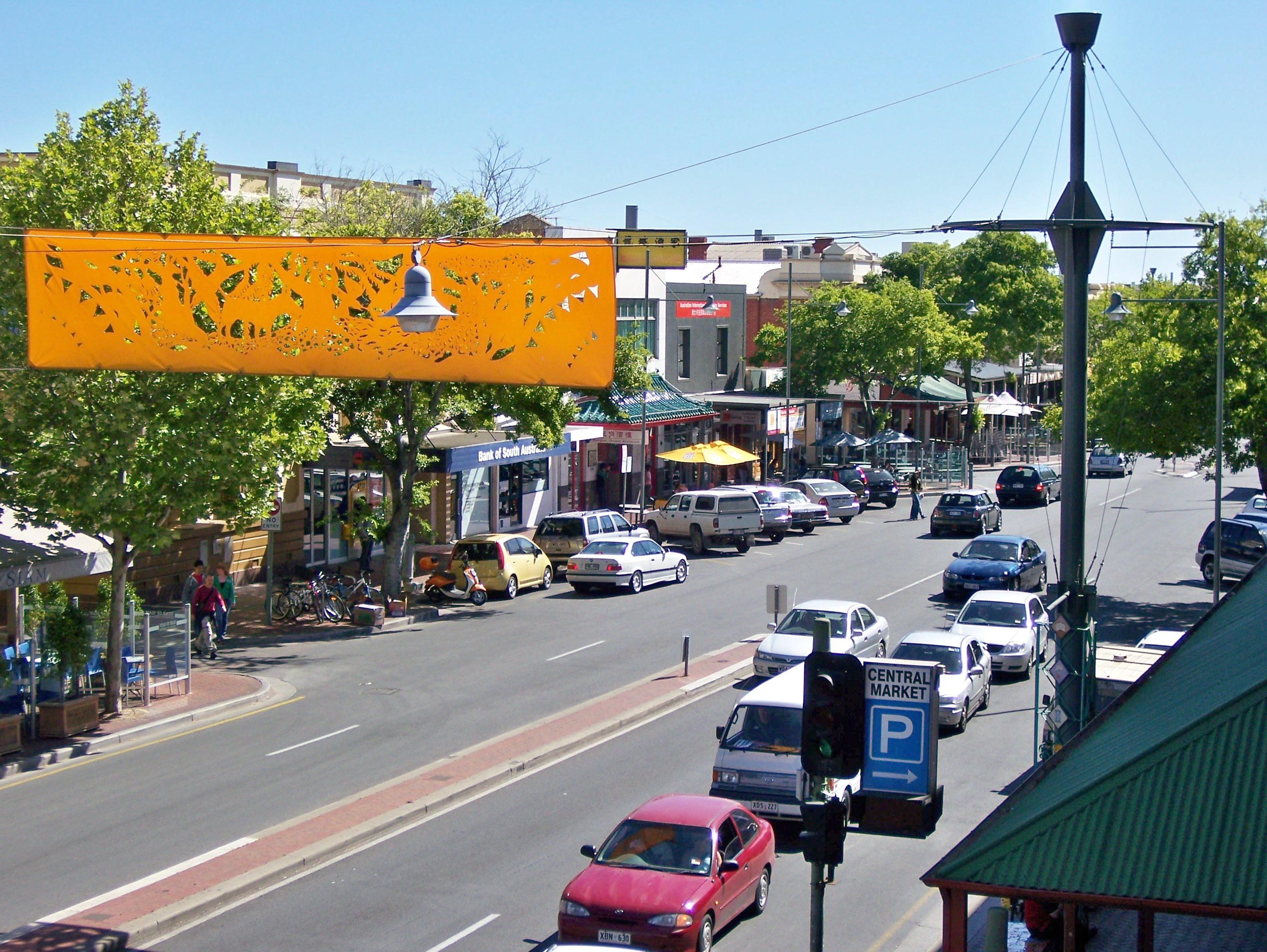
從阿德萊德中央市場西望高齊街。

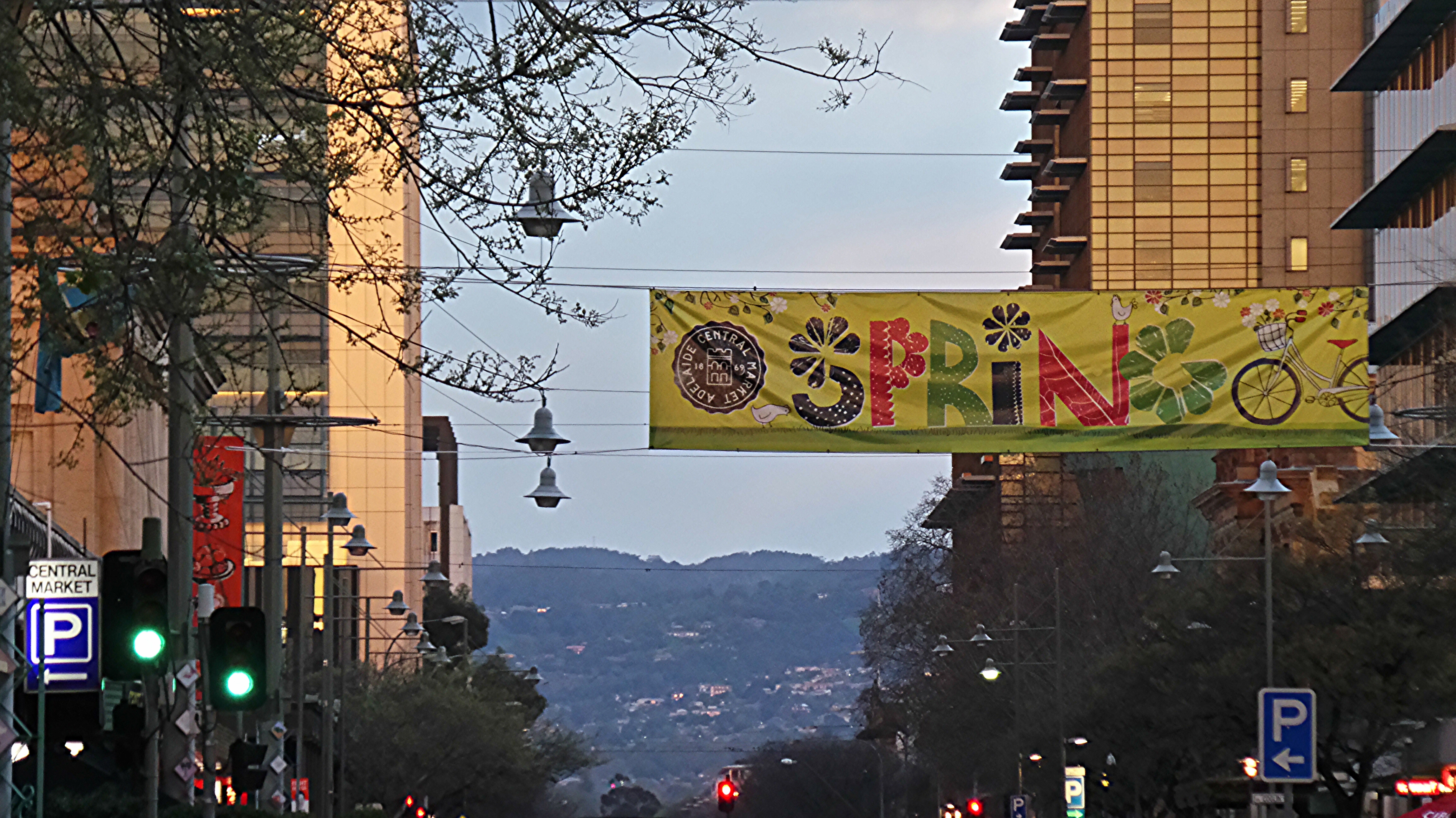
懸掛於高齊街的橫幅。在此能遠眺阿德萊德山。

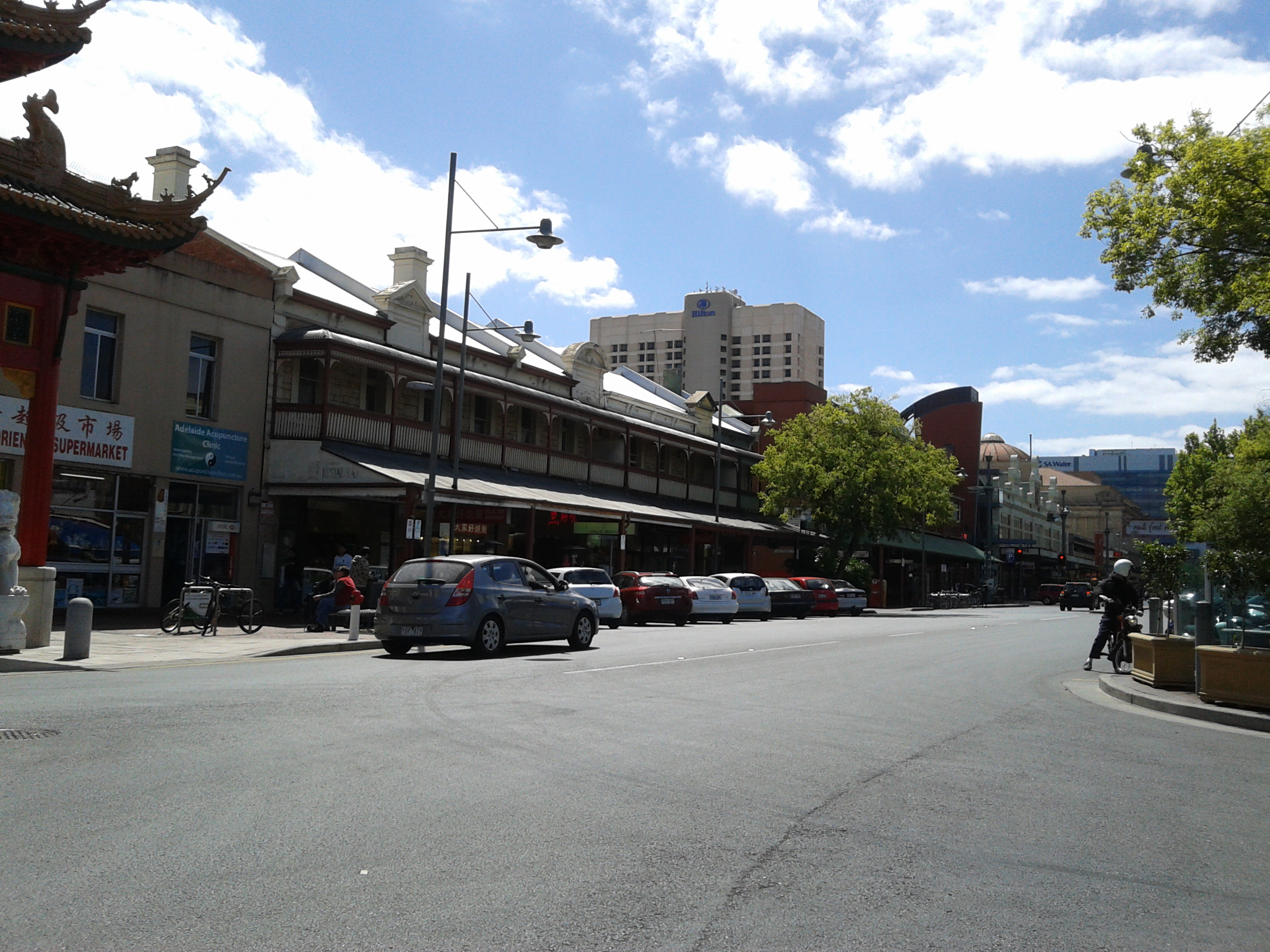
位於唐人街一帶附近的高齊街

高齊街（英語：Gouger Street）是南澳州阿德萊德市中心的一條主要街道。該街名稱取自南澳州首任輔政司高齊（Robert Gouger）。高齊街因沿路集中各國高級餐廳及咖啡店而聞名；其中包括意大利、法國、阿根廷、馬來西亞、越南、中國和泰國等各國美食，而為數不少的餐廳亦曾獲得獎項。當中較著名的例子有 Star of Siam（專門泰國菜）、La Porchetta（專門泰國菜）及Chi on Gouger。該街亦有阿德莱德備受爭議的唯一一間同性戀夜總會 The Mars Bar。
阿德萊德中央市場及唐人街的南門均位於該街。阿德萊德市政局亦於該街唐人街南門豎立印有「唐人街」字樣之牌坊及擺放一對石獅為地標，兩者皆由中華人民共和國捐贈。